# Blanco y Negro Records
Blanco y Negro Records etablerades 1983 av Geoff Travis, efter att han lämnad sitt föregående skivbolag, Rough Trade Records, och Mike Alway från Cherry Red Records.
Bananarama, Everything But The Girl, The Jesus and Mary Chain, Catatonia, Eddi Reader, The Dream Academy, Dinosaur Jr. och Elizabeth Fraser är några artister som har eller har haft kontrakt med skivbolaget.